# Österreichischer Cup (Basketball)
Der österreichische Basketball-Cup ist ein Basketballturnier, das seit 1994 jährlich ausgetragen wird. Neben dem Titel in der Meisterschaft sowie dem Supercup (Meister gegen Cupsieger) ist der Cup einer von drei nationalen Titeln in Österreich. Der Cup ist seit der Saison 2004/05 nach seinem Hauptsponsor Chevrolet als Chevrolet Cup benannt.
Der Cup wird parallel zur Meisterschaft ausgetragen im K.-o.-System ausgetragen. Teilnahmeberechtigt sind die Mannschaften der Admiral Basketball Bundesliga sowie der zweiten Liga. Die zwei Halbfinalspiele sowie das Finale werden seit 1995 im Rahmen des Final Four-Turniers ausgetragen, bei dem diese drei Spiele an zwei aufeinanderfolgenden Tagen gespielt werden.
Mit insgesamt sieben Siegen sind die Gmunden Swans Rekordsieger im Cup gefolgt von den ece bulls Kapfenberg  mit sechs Siegen. 1995 schaffte es UBC Stahlbau Oberwart Gunners als bisher einziger Zweitligist den Cup-Sieg zu erzielen.

## Cup-Finalspiele

Cuppokal aus der Saison 2000/01

| Jahr | Cupsieger                 | Finalgegner                | Ergebnis       | Topscorer |
| ---- | ------------------------- | -------------------------- | -------------- | --- |
| 1994 | UKJ SÜBA St. Pölten       | UB Möllersdorf             | 104:89* 90:93* | |
| 1995 | UBC Stahlbau Oberwart     | UB Möllersdorf             | 71 : 69        | |
| 1996 | UKJ SÜBA St. Pölten       | UB Möllersdorf             | 62 : 45        | |
| 1997 | UB Möllersdorf            | UKJ SÜBA St. Pölten        | 56 : 47        | Maticky 18, Jamison 12, O’Neal (MVP); Rich 15, St. Weissenböck 13                                                  |
| 1998 | UKJ SÜBA St. Pölten       | Wörthersee Piraten         | 68 : 50        | |
| 1999 | UBC Stahlbau Oberwart     | BSC BOHA Fürstenfeld       | 82 : 68        | Capers (MVP) 29, Valera; McNeil 23, Whitehead 16                                                                   |
| 2000 | UBM Arkadia Traiskirchen  | Goldene Seiten Kapfenberg  | 87 : 66        | Riley (MVP) 26, Maticky 22; Baum 16, Butler 14                                                                     |
| 2001 | UBM Arkadia Traiskirchen  | Montan Bears Kapfenberg    | 72 : 66        | |
| 2002 | UBC Mattersburg 49ers     | chello Wörthersee Piraten  | 78 : 55        | Vickery (MVP) 35, Butler 18; Brand 16, Wright 12                                                                   |
| 2003 | Basket Swans Gmunden      | UBM Arkadia Traiskirchen   | 98 : 91        | Mayes 37, Mayer (MVP) 14; Lukjanec 25, Naglic 19, Stazic 19                                                        |
| 2004 | Basket Swans Gmunden      | UBC Stahlbau Oberwart      | 82 : 76        | Mayes (MVP) 29, Bennett 13; Robinson 23, Jandl 19, Ledoux 14                                                       |
| 2005 | Macabido Gunners Oberwart | Superfund Bulls Kapfenberg | 81 : 70        | Detrick (MVP) 30, Jandl 20, Stegnjaic 14; Robinson 27, Hollis 14, Suljanovic 14                                    |
| 2006 | WBC Kraftwerk Wels        | Arkadia Traiskirchen Lions | 84 : 61        | Bobb (MVP) 22, Stanek 13, Juric 10; English 20, Paliashchuk 9                                                      |
| 2007 | Kapfenberg Bulls          | Raiffeisen Panthers        | 73 : 69        | Suljanovic, Ray (MVP) je 19; Gaines, Detrick je 16, Jandl 12                                                       |
| 2008 | Allianz Swans Gmunden     | Raiffeisen Panthers        | 76 : 75        | Mayes (MVP) 34, Hütter 13, Boylan 9; Colwell 18, Grum 18, Goljovic 15                                              |
| 2009 | Raiffeisen Panthers       | WBC Kraftwerk Wels         | 80 : 79        | Lucas 25, Ray 18 (MVP), Boone 17; Strait 23, Archibald 18, Thomas 14                                               |
| 2010 | Allianz Swans Gmunden     | Kapfenberg Bulls           | 77 : 68        | Mayes 31 (MVP), Oppland 12, Gabsys, Boylan je 11; Schachtner 15, Knabl 12, Nelson 12, Kügerl 11                    |
| 2011 | Allianz Swans Gmunden     | Raiffeisen Panthers        | 69 : 64        | Mayes 25 (MVP), Boylan, Slack je 8; Shavies 18, Ray 13                                                             |
| 2012 | Allianz Swans Gmunden     | UBSC Raiffeisen Graz       | 74 : 58        | Curry 16, D. Oppland 15, Mayer 12 (MVP), Murati 11; Stegnjaic 10, Ambrose, R. Lanegger, Knor je 9                  |
| 2013 | Xion Dukes Klosterneuburg | BC Zepter Vienna           | 72 : 59        | Zeleznik 15 (MVP), Payton 15, Lanegger 11; Stazic 17, Ray 14, Rakocevic 12                                         |
| 2014 | Kapfenberg Bulls          | Allianz Swans Gmunden      | 74 : 70        | Mark Sanchez 22 (MVP), Shawn Ray 18, J. Shaw 11; Jonathan Lee 19, Tyler Griffey 17, Enis Murati 14                 |
| 2015 | magnofit Güssing Knights  | WBC Raiffeisen Wels        | 90 : 61        | Travis Taylor 22, Thomas Klepeisz 19 (MVP), Christopher Dunn 17; Diego Kapelan 11, Maurice Barrow 11, T. Ford 10   |
| 2016 | Redwell-Gunners Oberwart  | BC Zepter Vienna           | 75 : 62        | |
| 2017 | Kapfenberg Bulls          | Redwell-Gunners Oberwart   | 77 : 60        | |
| 2018 | ece bulls Kapfenberg      | Swans Gmunden              | 82 : 79        | Tilo Klette 22, Daniel Friedrich 16, Aaron Rountree 11; Bogic Vujosevic 19 (MVP), Kareem Jamar 18, Brian Oliver 15 |
| 2019 | ece bulls Kapfenberg      | Swans Gmunden              | 80 : 70        | |
| 2020 | ece bulls Kapfenberg      | BK Klosterneuburg          | 83 : 68        | |
| 2021 | Redwell-Gunners Oberwart  | Swans Gmunden              | 84 : 74        | |
| 2022 | BC Vienna                 | Redwell-Gunners Oberwart   | 92 : 70        | |
| 2023 | Swans Gmunden             | UBSC Raiffeisen Graz       | 73 : 67        | |
| 2024 | Flyers Wels               | Traiskirchen Lions         | 71:66          | |
| 2025 | Dukes Klosterneuburg      | Flyers Wels                | 62:60          | |

*Nur 1994 wurde das Cupfinale in einem Hin- und einem Rückspiel ausgetragen.

## Tabelle
| Rang | Verein                              | Titel | Jahr                                     |
| ---- | ----------------------------------- | ----- | ---------------------------------------- |
| 1    | Swans Gmunden                       | 7     | 2003, 2004, 2008, 2010, 2011, 2012, 2023 |
| 2    | Kapfenberg Bulls                    | 6     | 2007, 2014, 2017, 2018, 2019, 2020       |
| 3    | Oberwart Gunners                    | 5     | 1995, 1999, 2005, 2016, 2021             |
| 4    | UBM Arkadia Traiskirchen            | 2     | 2000, 2001                               |
| 4    | UKJ SÜBA St. Pölten                 | 2     | 1994, 1996                               |
| 5    | UB Möllersdorf                      | 1     | 1997                                     |
| 5    | UBC Mattersburg 49ers               | 1     | 2002                                     |
| 5    | WBC Kraftwerk Wels                  | 2     | 2006, 2024                               |
| 5    | BSC Raiffeisen Panthers Fürstenfeld | 1     | 2009                                     |
| 5    | Xion Dukes Klosterneuburg           | 2     | 2013, 2025                               |
| 5    | UBC Güssing Knights                 | 1     | 2015                                     |
| 5    | BC Vienna                           | 1     | 2022                                     |